# 哈斯乌拉
哈斯乌拉（1944年11月—），原名白玉山，男，蒙古族，内蒙古哲里木盟科左中旗西庄人，中华人民共和国政治人物、作家。

## 生平
早年就读于通辽二中。1968年，毕业于内蒙古农牧学院。1980年，任锡盟西乌旗党校副校长。1983年，任中共锡盟委宣传部副部长；1984年，任内蒙古文联秘书长。1999年，次被选为内蒙古文联常务副主席。